# Elongatohomelix mortoni
Elongatohomelix mortoni – gatunek chrząszcza z rodziny kózkowatych i podrodziny zgrzypikowych. Jedyny przedstawiciel rodzaju Elongatohomelix.

## Zasięg występowania
Azja Południowo-Wschodnia, występuje na Sumatrze.